# Физическая картина мира
Физическая картина мира — обобщённый образ действительности, идеальная картина природы, формируемая в физической науке и включающая в себя наиболее общие понятия, принципы, гипотезы физики, а также стиль научного мышления, сформулированные в форме слов обыденного языка и чувственно-наглядных представлений. Представляет собой важнейшую составную часть научной картины мира как система знаний о наиболее общих закономерностях и свойствах физического мира. Осуществляет синтез физических и философских понятий и идей, объединяя проблемы видов и строения материи, её фундаментальных объектов, общих закономерностей их взаимодействия, движения материи, проблемы сущности пространства и времени, причинности и закономерности. Вместе с теорией является существенным и необходимым элементом физической науки, осуществляя связь между философией и физикой. Примерами физических картин мира являются: механистическая картина мира, диалектико-материалистическая картина мира второй половины XIX века, электромагнитная картина мира, неклассическая физическая картина мира, постнеклассическая физическая картина мира. Понятие физической картины мира ввёл в науку Г. Герц, затем его развили М. Планк, А. Эйнштейн и другие учёные. 
Причиной перехода от одной физической картины мира к другой является то, что физические принципы, лежащие в основе всякой физической теории, в конечном счёте всегда являются обобщением опытных данных. Но никакие опыты никогда не охватывают всё разнообразие условий, в которых могут протекать явления, а измерения всегда сопровождаются ошибками. Поэтому опытным путём можно установить справедливость физических принципов лишь в ограниченных пределах и с ограниченной точностью. При расширении круга изучаемых явлений и повышении точности измерений расширяются и эти пределы. Если вне определённых границ физические принципы перестают быть справедливыми, то возникает необходимость в их обобщении или замене новыми принципами, имеющими более широкую область применимости. Старые принципы при этом сохранят своё значение лишь внутри установленной области применимости.
Предпосылками к созданию новой физической картины мира являются: эмпирические факты, не укладывающиеся в рамки старой физической картины мира; философские соображения, направляющие научный поиск исходных принципов теории и стимулирующие их выдвижение; критический анализ существующей теории,  помогающий рождению новых идей. Часто каждая последующая физическая картина мира не отрицает предыдущую, а уточняет её область применения, анализирует с более общей точки зрения и дополняет новыми понятиями, гипотезами и законами. Например, неклассическая физическая картина мира унаследовала из механистической картины мира принцип относительности, вместе с тем расширив сферу его действия, показав его универсальность;
отвергла ньютоновские представления об абсолютности пространства и времени предложив вместо них более глубокую и верную идею относительности и взаимосвязи пространства и времени.
Каждая новая физическая картина мира ограничивает область применимости старой физической картины мира и описывает более широкий класс явлений, чем старая физическая картина мира. При этом она более глубоко и полно описывает физические явления, чем старая, не отменяя законы этой старой теории, а включает их в себя как частный предельный случай (принцип соответствия). Например, неклассическая физическая картина мира не отвергла основные идеи ньютоновской механики, а лишь ограничила область их применимости движениями со скоростями, много меньшими скорости света и с длиной волны де Бройля, много меньшей размеров изучаемой области.  